# كريس رينو

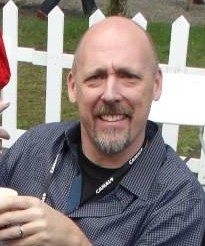
كريس رينو - 2013

كريس رينو هو سباح كندي، ولد في 29 أغسطس 1976 في فريدريكتون في كندا.

## روابط خارجية
- كريس رينو على موقع الاتحاد الدولي للسباحة (الإنجليزية)
- كريس رينو على موقع أوليمبيديا (الإنجليزية)